# Église Santa Maria Liberatrice
L'église Santa Maria Liberatrice (en français : Église Sainte-Marie-Libératrice) est une église romaine située dans le rione de Testaccio sur la place homonyme.

## Historique
L'église abrite depuis 1965 le titre cardinalice de Santa Maria Liberatrice institué par Paul VI.

## Architecture et intérieur

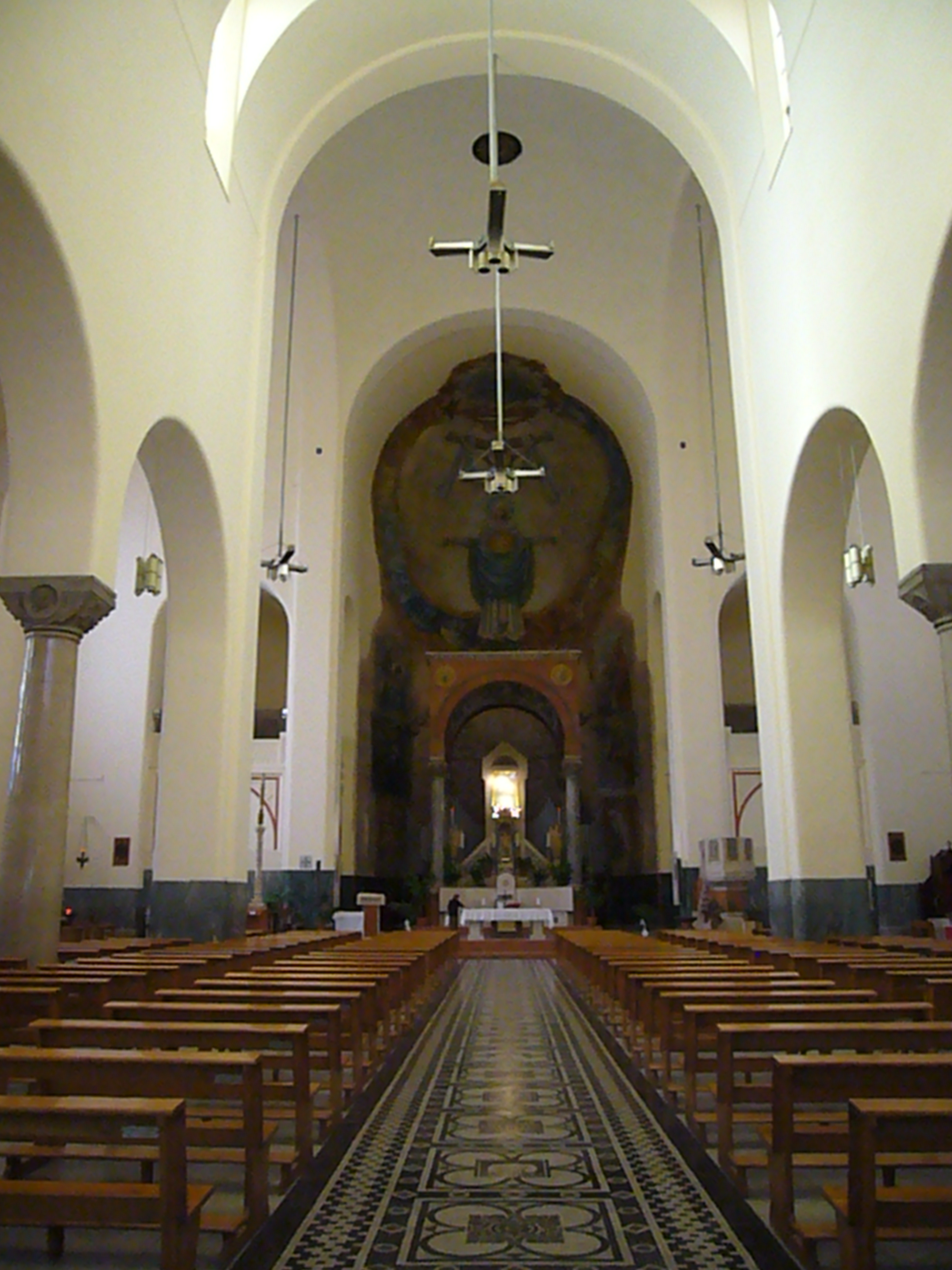
Intérieur
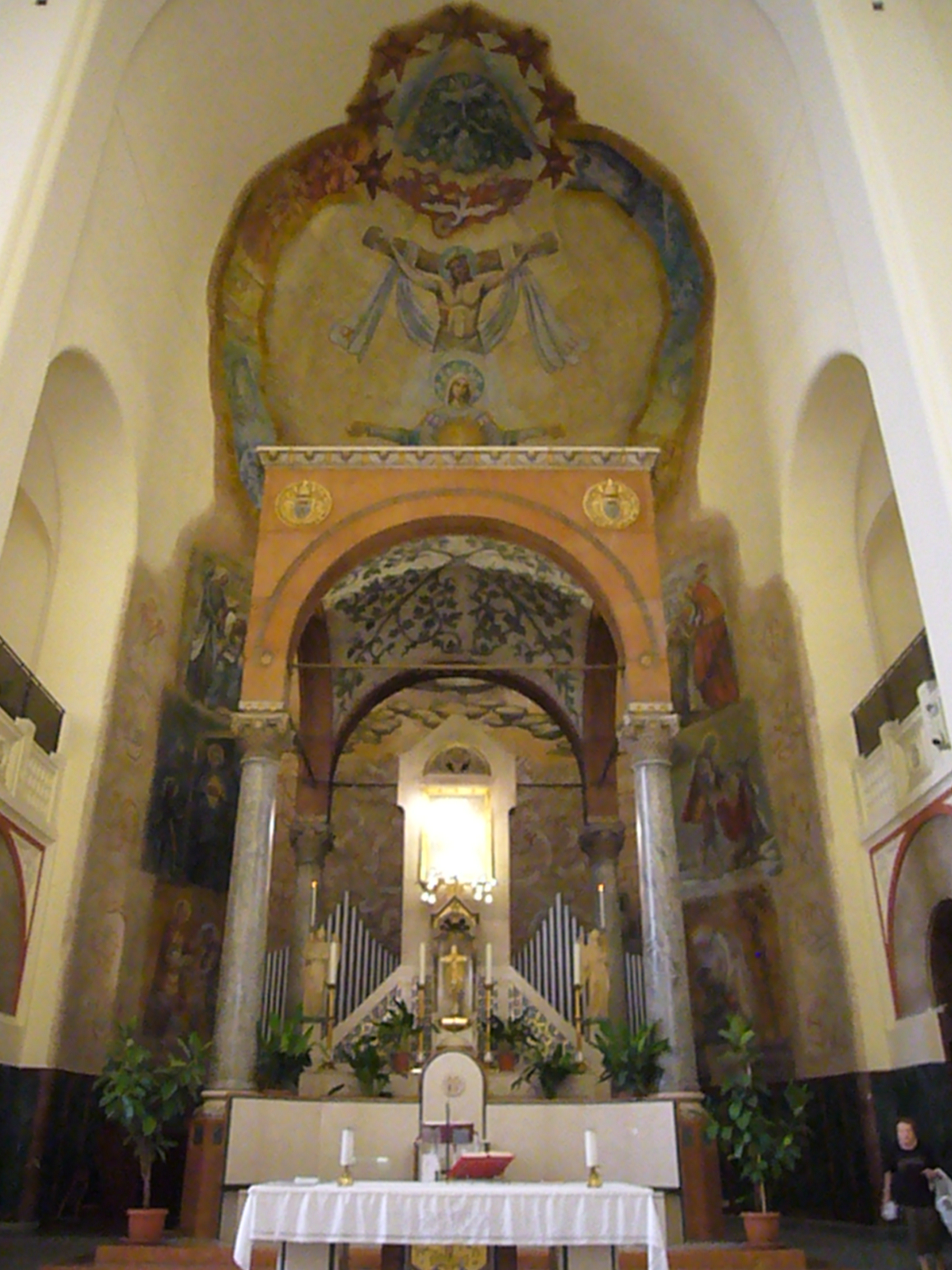
Abside
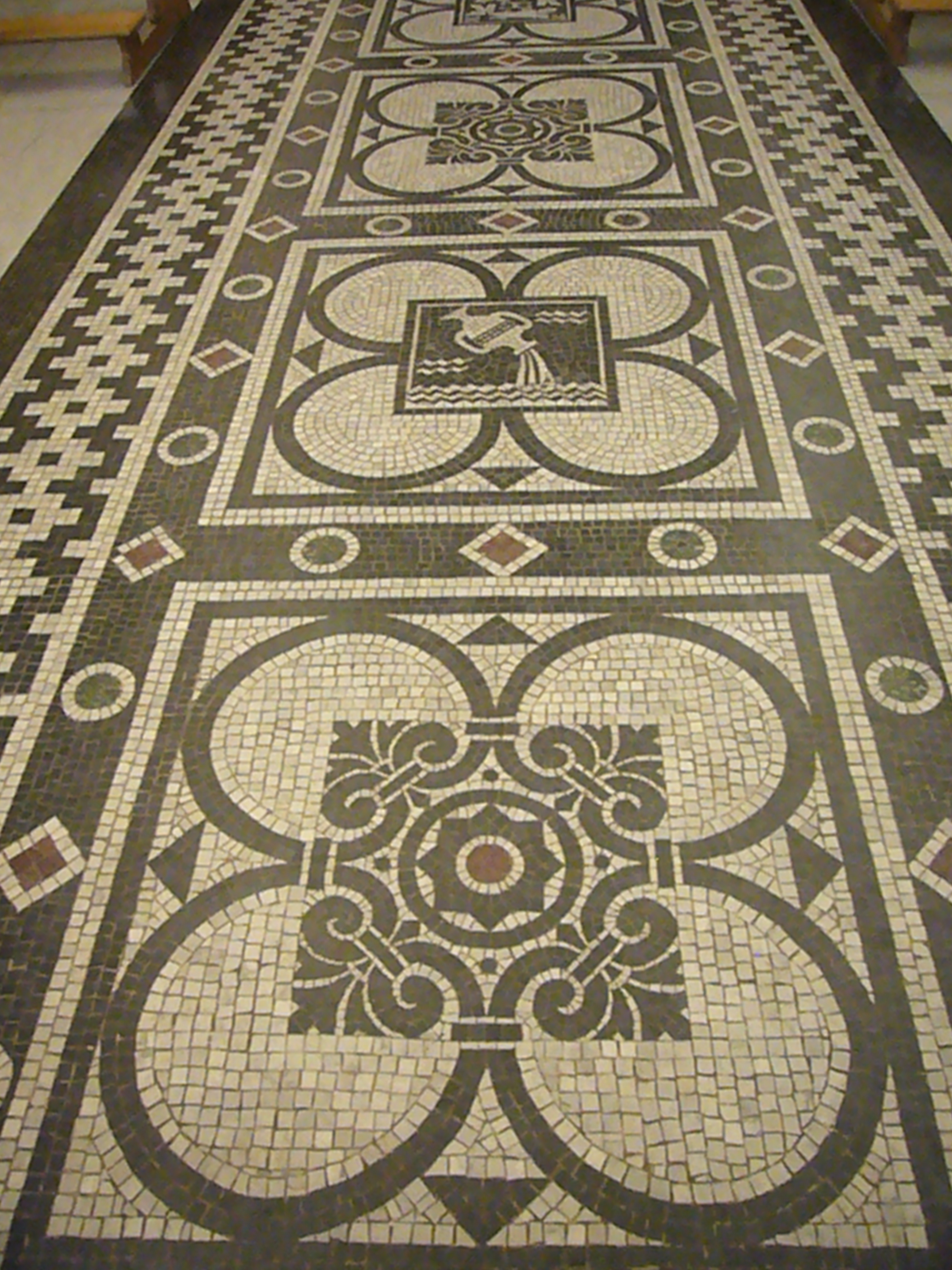
Mosaïques
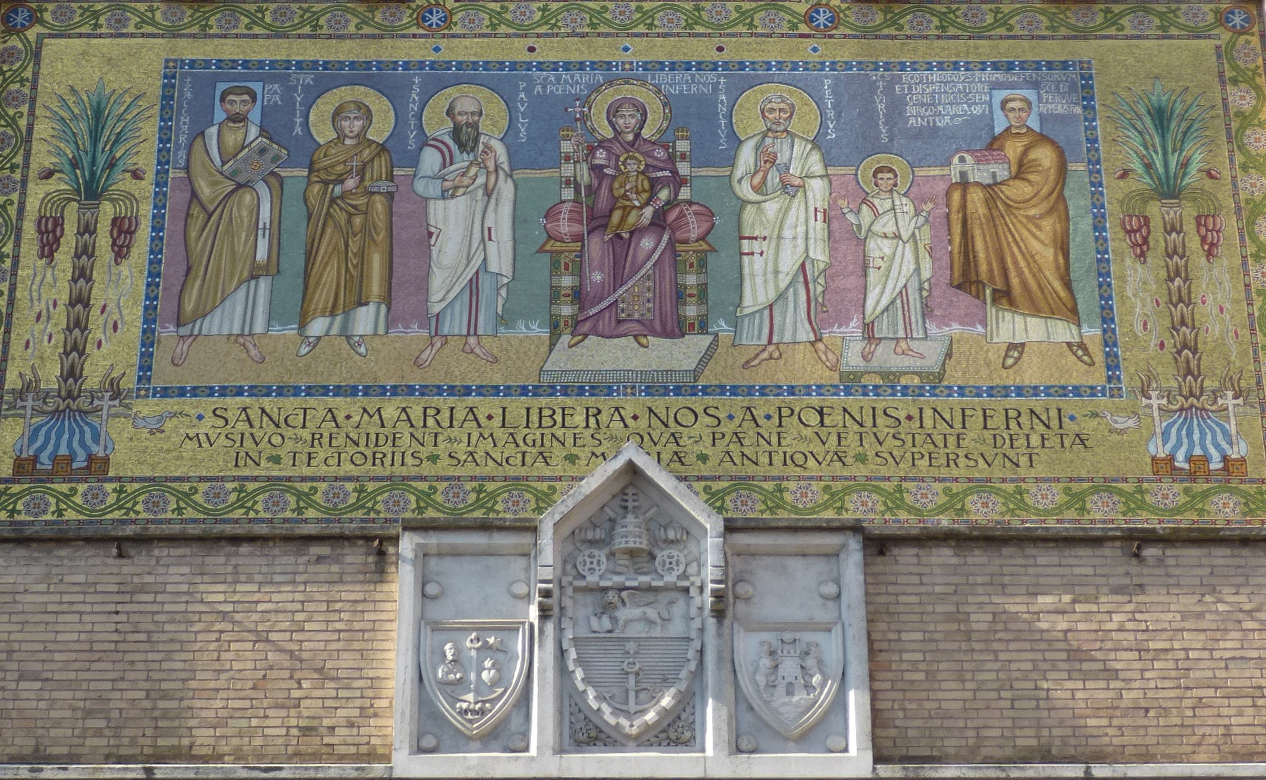
Mosaïques de la façade

## Sources et références
- (it) Cet article est partiellement ou en totalité issu de l’article de Wikipédia en italien intitulé « Chiesa di Santa Maria Liberatrice » (voir la liste des auteurs).